# Corregimiento
 (novembre 2015).
Un corregimiento est un terme d'origine espagnole désignant une division territoriale ou une population dirigée par un corrégidor ou « représentant ». Le même mot désigne également l'exercice des fonctions de corrégidor et le territoire où elles s'exercent.

## Applications originelles
Selon le droit indien, des territoires relativement étendus étaient ainsi désignés, où il existait une large population indigène et dans lesquels un corrégidor, généralement nommé par l'Audiencia, était chargé de l'administration de la justice au civil et au pénal, de la surveillance et de l'autorité des indigènes, et de la collecte de l'impôt royal. Enfin, ils étaient chargés l'application de la politique de « réduction », c'est-à-dire le regroupement des indigènes et leur endoctrinement religieux.
Avec les réformes bourbones, au XVIIIe siècle, les anciennes provinces se transformèrent en partidos ou subdelegaciones.

## Applications modernes

### Colombie
En Colombie, dans le cas général, c'est une subdivision de l'aire rurale d'une municipalité, (dont l'aire urbaine est divisée en communes (es) pour les villes d'une certaine taille) ;
Les corregimientos, groupés autour d'un bourg, peuvent à leur tour être subdivisés en veredas. Ainsi l'aire rurale de la municipalité de Pereira, dont la taille approche celle du Territoire de Belfort, comporte-t-elle 12 corregimientos composés chacun de plusieurs veredas.

### Panama
Au Panama le terme s'applique aux divisions d'un district, aux localités d'un district, ainsi qu'aux divisions de la comarque Kuna Yala. La comarque Kuna de Kuna de Wargandí est un corregimiento aux propriétés de comarque. Dans chaque corregimiento l'autorité est le representant de corregimiento.

### Castille
Il existe des corregimientos en Castille depuis le XIIIe siècle: les divisions administratives de la Junta General de las Siete Merindades de Castilla Vieja. La première mention date de 1494 et rapporte 64 corregimientos, dont un nombre plus important au nord du
Tage car les plus puissantes villes y étaient situées. Après le décret de Philippe V le corrégidor fut remplacé par un intendant. En Castille, les corregimientos existèrent jusque 1835, date de la réorganisation municipale sous la reine Isabelle II.

## Anciennes provinces
- Provinces du Costa Rica
- Provinces du Pérou
- Provinces du Chili
- Provinces de las Merindades de Castilla la Vieja

### Sources
- (es) Cet article est partiellement ou en totalité issu de l’article de Wikipédia en espagnol intitulé « Corregimiento » (voir la liste des auteurs).